# España en el Festival de la Canción de Eurovisión 2021
España participó en el LXV Festival de la Canción de Eurovisión, celebrado en Róterdam, Países Bajos del 18 al 22 de mayo del 2021. La RTVE decidió mantener al representante de España de la cancelada edición de 2020, el cantante Blas Cantó para participar en la edición de 2021. La RTVE, radiodifusora encargada de la participación española en el festival, se encargó de organizar «Destino Eurovisión» como final nacional del país para seleccionar la canción con la que competiría Blas Cantó. Se celebró el 20 de febrero de 2021 en la que concursaron 2 canciones, resultando ganadora la balada «Voy a quedarme» con el 58% de los votos, compuesta por el mismo Blas, Leroy Sanchez, Daniel Ortega "Dangelo" y Dan Hammond. 
Partiendo desde los últimos lugares en las casas de apuestas, España, al pertenecer al Big Five, se clasificó automáticamente a la final consiguiendo solamente 6 puntos, todos del jurado profesional, lo que los clasificó en 24ª y antepenúltima posición, solo encima de Alemania y el Reino Unido. Este se convertiría en uno de los peores resultados de la historia para el país.

## Historia de España en el Festival
España participa interrumpidamente desde su debut en el Festival de la Canción de Eurovisión desde 1961. En esa primera participación, quedó en novena posición con la canción Estando contigo de Conchita Bautista. Desde 1999, España forma parte del llamado «Big Four», junto a Alemania, Francia y Reino Unido; ampliado con Italia en 2011, y denominado «Big Five». Dicho grupo de países pasa directamente a la final, sin tener que participar en las dos semifinales.
España ha ganado dos veces el Festival. La primera, en Londres 1968, con la canción La, la, la, interpretada por Massiel, y la segunda en el año siguiente, con Salomé interpretando Vivo cantando.
España ha participado en el concurso en 56 ocasiones, ganando en dos de ellas y quedando en otras 29 ocasiones entre los diez primeros: en 1961, de 1966 al 1975, de 1977 a 1979, 1982, 1984, 1986, de 1989 al 1991 , 1995, 1997, de 2001 al 2004, 2012  2014 y 2022. Así mismo, no ha obtenido punto alguno en tres ocasiones: en 1962 y 1965 —con un sistema diferente de votación—, y en 1983, siempre empatando con otros países. En el siglo XXI, el mejor resultado de España en Eurovisión ha sido un tercer puesto en 2022, con Chanel y el tema Slo Mo en Turín. En los años recientes, España ha quedado siempre en la mitad baja de la clasificación con las excepciones de 2012, cuando Pastora Soler devolvió al país de nuevo al top 10 con su tema Quédate Conmigo; y en 2014, cuando el tema Dancing in the Rain de Ruth Lorenzo consiguió una décima posición —empatando a puntos con Dinamarca en la novena— y obtuvo un tercer puesto en 2022 con la cantante Chanel y el tema "Slo Mo".
El representante para la edición cancelada de 2020 era el cantante Blas Cantó con la canción «Universo». En 2019, el concursante de Operación Triunfo 2018 el cantante Miki terminó en 22ª posición con 54 puntos en la gran final, con el tema «La venda».

## Representante para Eurovisión

### Destino Eurovisión 2021
España confirmó su participación en el Festival de Eurovisión 2021 el 18 de marzo de 2020, una vez anunciada la cancelación de la edición de Róterdam 2020 por la pandemia de COVID-19. Inmediatamente, la RTVE anunció que, al igual que lo haría la mayoría de los países participantes, volvió a seleccionar como representante al participante elegido para la edición de 2020, el cantante murciano Blas Cantó. Tras algunos rumores de propuestas presentadas por el cantante a RTVE y la discográfica para el concurso, España anunció el 29 de diciembre de 2020 que celebraría una preselección pública para elegir la canción participante, confirmando semanas después que la elección sería exclusivamente del público. El 10 de febrero de 2021, se anunciaron las 2 canciones participantes. La final nacional titulada «Destino Eurovisión 2021», tuvo lugar el 20 de febrero con la realización de una ronda única de votación a 100% del televoto. Fue realizada en el estudio 5 de Prado del Rey en Madrid y fue presentada por Tony Aguilar, Julia Varela y Víctor Escudero.
De esta forma, Blas Cantó con la balada «Voy a quedarme» se convirtió en el 60° representante español en el festival eurovisivo. El videoclip oficial fue publicado en YouTube el 8 de marzo de 2021. La actuación de respaldo fue grabada unos días después la realización de la final nacional en el mismo plató utilizado para Destino Eurovisión.
| N.º | Artista    | Canción          | Compositores                                                    | Votos     | Porcentaje | Lugar |
| --- | ---------- | ---------------- | --------------------------------------------------------------- | --------- | ---------- | ----- |
| 1   | Blas Cantó | «Voy a quedarme» | Blas Cantó, Leroy Sanchez, Daniel Ortega "Dangelo", Dan Hammond | 1,781,550 | 58%        | 1     |
| 2   | Blas Cantó | «Memoria»        | Blas Cantó, Steve Daly, Oliver Som, Leroy Sanchez               | 1,290,526 | 42%        | 2     |

## En Eurovisión
España, al ser uno de los países pertenecientes al Big Five, se clasificó automáticamente a la final del 22 de mayo, junto a la anfitriona Países Bajos, y el resto del Big Five: Alemania, Francia, Italia y el Reino Unido. La producción del festival decidió respetar el sorteo ya realizado para la edición cancelada de 2020 por lo que se determinó que el país, tendría que transmitir y votar en la segunda semifinal.
Los comentarios para España corrieron por parte de Tony Aguilar, Julia Varela y Víctor Escudero para televisión. La portavoz de la votación del jurado profesional español fue la modelo y presentadora de televisión Nieves Alvarez.

### Final
Blas Cantó tomó parte de los primeros ensayos los días 13 y 15 de mayo, así como de los ensayos generales con vestuario de la segunda semifinal los días 19 y 20 de mayo y de la final los días 21 y 22 de mayo. El ensayo general de la tarde del 21 fue tomado en cuenta por los jurados profesionales para emitir sus votos, que representan el 50% de los puntos. Después de los ensayos del 15 de mayo, un sorteo determinó en que mitad de la final participarían los países del Big Five. España fue sorteado en la primera mitad (posiciones 1-13). Una vez conocidos todos los finalistas, los productores del show decidieron el orden de actuación de todos los finalistas, respetando lo determinado por el sorteo. Se decidió que España actuara en el lugar 13, por delante de Islandia y por detrás de Moldavia.
La actuación española fue simple y plana dirigida por el austriaco Marvin Dietmann, con Blas Cantó solo en el escenario arropado por cinco coristas que no aparecieron a cuadro. En la pantalla LED se mostró un fondo estrellado que en la parte final se convertía en la eclosión de una galaxia y sobre el escenario apareció colgado un globo gigante al que se le proyectó la imagen de la luna.
Durante la votación, España se colocó en 24° lugar en la votación del jurado profesional con solo 6 puntos: 4 de Bulgaria y 2 del Reino Unido. Posteriormente se reveló su puntuación en la votación del televoto: 0 puntos, empatado con Alemania, España y el Reino Unido, cuádruple empate en el último lugar que era algo inédito en el festival desde la instauración de la votación del público. Con 6 puntos, España finalizó en antepenúltima (24ª) posición, siendo uno de los peores resultados en la historia del país ibérico y se convirtió en la 12.ª ocasión en sus 16 últimas participaciones que España se colocaba debajo del lugar 20 en la final.

### Votación

#### Puntuación otorgada a España

##### Final
| Jurado    | Jurado     | Jurado   | Jurado        | Jurado   |
| 12 puntos | 10 puntos  | 8 puntos | 7 puntos      | 6 puntos |
| --------- | ---------- | -------- | ------------- | -------- |
|           |            |          |               |          |
| 5 puntos  | 4 puntos   | 3 puntos | 2 puntos      | 1 punto  |
|           | - Bulgaria |          | - Reino Unido |          |
| Televoto  |            |          |               |          |
| 12 puntos | 10 puntos  | 8 puntos | 7 puntos      | 6 puntos |
|           |            |          |               |          |
| 5 puntos  | 4 puntos   | 3 puntos | 2 puntos      | 1 punto  |
|           |            |          |               |          |

#### Puntuación otorgada por España
| Puntos    | Jurado     | Televoto   |
| --------- | ---------- | ---------- |
| 12 puntos | Suiza      | Portugal   |
| 10 puntos | Portugal   | Bulgaria   |
| 8 puntos  | Islandia   | Islandia   |
| 7 puntos  | Grecia     | Suiza      |
| 6 puntos  | Austria    | Finlandia  |
| 5 puntos  | Bulgaria   | Dinamarca  |
| 4 puntos  | Serbia     | San Marino |
| 3 puntos  | San Marino | Moldavia   |
| 2 puntos  | Albania    | Serbia     |
| 1 punto   | Estonia    | Grecia     |

| Puntos    | Jurado   | Televoto  |
| --------- | -------- | --------- |
| 12 puntos | Francia  | Francia   |
| 10 puntos | Suiza    | Italia    |
| 8 puntos  | Malta    | Bulgaria  |
| 7 puntos  | Islandia | Suiza     |
| 6 puntos  | Chipre   | Ucrania   |
| 5 puntos  | Portugal | Islandia  |
| 4 puntos  | Bulgaria | Lituania  |
| 3 puntos  | Israel   | Malta     |
| 2 puntos  | Lituania | Finlandia |
| 1 punto   | Grecia   | Portugal  |

##### Desglose
El jurado español estuvo compuesto por:
- Samantha Gilabert
- Antonio Hueso
- María Pelae
- Nerea Rodríguez
- David Santisteban

| Semifinal 2 | Semifinal 2     | Semifinal 2 | Semifinal 2 | Semifinal 2 | Semifinal 2 | Semifinal 2 | Semifinal 2 | Semifinal 2 | Semifinal 2 | Semifinal 2 |
| N.º         | País            | Jurado      | Jurado      | Jurado      | Jurado      | Jurado      | Jurado      | Jurado      | Televoto    | Televoto    |
| N.º         | País            | Jurado A    | Jurado B    | Jurado C    | Jurado D    | Jurado E    | Ranking     | Puntos      | Ranking     | Puntos      |
| ----------- | --------------- | ----------- | ----------- | ----------- | ----------- | ----------- | ----------- | ----------- | ----------- | ----------- |
| 01          | San Marino      | 6           | 5           | 7           | 12          | 10          | 8           | 3           | 7           | 4           |
| 02          | Estonia         | 9           | 10          | 14          | 10          | 9           | 10          | 1           | 14          |             |
| 03          | República Checa | 8           | 13          | 10          | 17          | 11          | 12          |             | 15          |             |
| 04          | Grecia          | 5           | 7           | 4           | 3           | 5           | 4           | 7           | 10          | 1           |
| 05          | Austria         | 3           | 6           | 6           | 5           | 8           | 5           | 6           | 12          |             |
| 06          | Polonia         | 13          | 14          | 16          | 16          | 16          | 16          |             | 16          |             |
| 07          | Moldavia        | 11          | 12          | 15          | 9           | 12          | 13          |             | 8           | 3           |
| 08          | Islandia        | 4           | 3           | 3           | 6           | 2           | 3           | 8           | 3           | 8           |
| 09          | Serbia          | 7           | 9           | 5           | 11          | 4           | 7           | 4           | 9           | 2           |
| 10          | Georgia         | 15          | 16          | 17          | 15          | 17          | 17          |             | 17          |             |
| 11          | Albania         | 12          | 8           | 13          | 8           | 6           | 9           | 2           | 11          |             |
| 12          | Portugal        | 2           | 2           | 2           | 4           | 3           | 2           | 10          | 1           | 12          |
| 13          | Bulgaria        | 10          | 4           | 9           | 2           | 7           | 6           | 5           | 2           | 10          |
| 14          | Finlandia       | 14          | 17          | 8           | 7           | 13          | 11          |             | 5           | 6           |
| 15          | Letonia         | 16          | 11          | 11          | 14          | 14          | 14          |             | 13          |             |
| 16          | Suiza           | 1           | 1           | 1           | 1           | 1           | 1           | 12          | 4           | 7           |
| 17          | Dinamarca       | 17          | 15          | 12          | 13          | 15          | 15          |             | 6           | 5           |

| Final | Final        | Final                      | Final                      | Final                      | Final                      | Final                      | Final                      | Final                      | Final                      | Final                      |
| N.º   | País         | Jurado                     | Jurado                     | Jurado                     | Jurado                     | Jurado                     | Jurado                     | Jurado                     | Televoto                   | Televoto                   |
| N.º   | País         | Jurado A                   | Jurado B                   | Jurado C                   | Jurado D                   | Jurado E                   | Ranking                    | Puntos                     | Ranking                    | Puntos                     |
| ----- | ------------ | -------------------------- | -------------------------- | -------------------------- | -------------------------- | -------------------------- | -------------------------- | -------------------------- | -------------------------- | -------------------------- |
| 01    | Chipre       | 7                          | 6                          | 10                         | 2                          | 6                          | 5                          | 6                          | 13                         |                            |
| 02    | Albania      | 16                         | 17                         | 13                         | 19                         | 12                         | 17                         |                            | 25                         |                            |
| 03    | Israel       | 3                          | 9                          | 9                          | 6                          | 10                         | 8                          | 3                          | 20                         |                            |
| 04    | Bélgica      | 18                         | 18                         | 15                         | 12                         | 22                         | 19                         |                            | 22                         |                            |
| 05    | Rusia        | 19                         | 14                         | 24                         | 22                         | 23                         | 22                         |                            | 14                         |                            |
| 06    | Malta        | 5                          | 3                          | 2                          | 8                          | 4                          | 3                          | 8                          | 8                          | 3                          |
| 07    | Portugal     | 4                          | 7                          | 8                          | 5                          | 5                          | 6                          | 5                          | 10                         | 1                          |
| 08    | Serbia       | 14                         | 20                         | 17                         | 24                         | 9                          | 15                         |                            | 18                         |                            |
| 09    | Reino Unido  | 10                         | 13                         | 19                         | 16                         | 25                         | 16                         |                            | 23                         |                            |
| 10    | Grecia       | 8                          | 19                         | 6                          | 9                          | 8                          | 10                         | 1                          | 21                         |                            |
| 11    | Suiza        | 2                          | 2                          | 3                          | 1                          | 2                          | 2                          | 10                         | 4                          | 7                          |
| 12    | Islandia     | 6                          | 5                          | 4                          | 11                         | 3                          | 4                          | 7                          | 6                          | 5                          |
| 13    | España       | -------------------------- | -------------------------- | -------------------------- | -------------------------- | -------------------------- | -------------------------- | -------------------------- | -------------------------- | -------------------------- |
| 14    | Moldavia     | 20                         | 21                         | 16                         | 21                         | 17                         | 21                         |                            | 19                         |                            |
| 15    | Alemania     | 15                         | 24                         | 14                         | 18                         | 18                         | 20                         |                            | 15                         |                            |
| 16    | Finlandia    | 21                         | 22                         | 20                         | 17                         | 19                         | 23                         |                            | 9                          | 2                          |
| 17    | Bulgaria     | 13                         | 8                          | 5                          | 4                          | 7                          | 7                          | 4                          | 3                          | 8                          |
| 18    | Lituania     | 11                         | 4                          | 12                         | 7                          | 14                         | 9                          | 2                          | 7                          | 4                          |
| 19    | Ucrania      | 22                         | 23                         | 23                         | 25                         | 21                         | 25                         |                            | 5                          | 6                          |
| 20    | Francia      | 1                          | 1                          | 1                          | 3                          | 1                          | 1                          | 12                         | 1                          | 12                         |
| 21    | Azerbaiyán   | 12                         | 11                         | 18                         | 15                         | 24                         | 14                         |                            | 17                         |                            |
| 22    | Noruega      | 23                         | 25                         | 25                         | 23                         | 15                         | 24                         |                            | 11                         |                            |
| 23    | Países Bajos | 24                         | 10                         | 7                          | 13                         | 16                         | 11                         |                            | 24                         |                            |
| 24    | Italia       | 17                         | 12                         | 21                         | 14                         | 11                         | 13                         |                            | 2                          | 10                         |
| 25    | Suecia       | 25                         | 16                         | 11                         | 10                         | 13                         | 12                         |                            | 12                         |                            |
| 26    | San Marino   | 9                          | 15                         | 22                         | 20                         | 20                         | 18                         |                            | 16                         |                            |